# Циперметрин
Циперметри́н — (R,S)-a-циано-3-феноксибензил (1RS)-цис-транс-3-(2,2-дихлорвинил)-2,2-диметилциклопропанкарбоксилат относится к пиретроидам второго поколения.

## Физические свойства
Вязкая бесцветная жидкость с кристаллами со слабым запахом. Практически нерастворим в воде (растворимость при 20 °C 0,009 мг/л), хорошо растворяется в большинстве органических растворителей — этилацетате, ацетоне, метаноле, гексане.

## Химическое строение

Асимметрические атомы углерода в молекуле циперметрина отмечены звёздочками

Молекула циперметрина содержит 3 асимметрических атома углерода, то есть для него возможно существование 2³ = 8 изомеров. Каждый из этих изомеров в той или иной степени проявляет инсектоакарицидные свойства — один из изомеров более активен против чешуекрылых насекомых, другой против жесткокрылых, и т. д.
Таким образом, активность товарного циперметрина, равно как и специфика этой активности, сильно зависит от его изомерного состава, и поэтому на мировом рынке различные изомерные смеси циперметрина маркируются по-разному.
Циперметрин — рацемическая смесь цис- и транс- изомеров циперметрина, их соотношение примерно колеблется в пределах от 40:60 до 50:50. Технический циперметрин представляет собой вязкую жёлтую или светло-коричневую жидкость с консистенцией мёда.
Альфа-циперметрин — рацемическая смесь, содержащая только цис-изомеры циперметрина — в основном, это (1R-цис) S и (1S-цис) R — изомеры.
Бета-циперметрин («Кинмикс») — рацемическая смесь цис- и транс-изомеров циперметрина с преобладанием транс-изомеров (соотношение цис-/ транс-) примерно 40:60. Белый мелкокристаллический порошок.
Тета-Циперметрин — в противоположность альфа-циперметрину, в состав тета-циперметрина входят только транс-изомеры с преобладанием (1R-транс) S + (1S-транс) R. Представляет собой белый или почти белый кристаллический порошок.
Дзета-Циперметрин (зета-Циперметрин, «Фьюри») — в него входят как цис-, так и транс- изомеры, однако в отличие от вышеперечисленных разновидностей, зета-циперметрин оптически активен — он содержит 4 наиболее активных изомера циперметрина с S-конфигурацией цианогруппы.
Изомерный состав товарного циперметрина может зависеть как от конкретной схемы химического синтеза, положенной в основу промышленного метода его получения, так и от каких-то деталей технологии, способов очистки и т. д. Кроме того, конечный продукт может быть искусственно обогащён какими-то наиболее активными изомерами, — в то время как менее активные изомеры могут быть возвращены в технологический процесс с целью рацемизации и последующей рециклизации.
Циперметрин можно считать не только наиболее распространённым, но и наиболее типичным представителем синтетических пиретроидов, который как бы вобрал в себя все характерные достоинства и недостатки этого класса инсектицидов.

## Действие на насекомых
Циперметрин — нейротоксический яд. Благодаря высокой липофильности легко проникает через покровы насекомых и нарушает процессы передачи нервных импульсов, вызывая паралич и смерть. Системным действием не обладает (то есть не поступает в сосудистую систему растений), но долго сохраняется на обработанных поверхностях (20—30 дней), так как достаточно устойчив к действию высоких температур и ультрафиолетовых лучей. Срок защитного действия 10—15 дней. Обладает также репеллентным (отпугивающим) свойством.
Применяется против вредителей пшеницы (злаковая тля, хлебный клопик, пьявица, блошки, хлебные трипсы, клоп вредная черепашка, хлебные жуки, злаковые галлицы, хлебная жужелица, внутристеблевые мухи), ячменя (внутристеблевые мухи, пьявица, хлебные блошки), кукурузы (хлопковая совка, кукурузный мотылек), льна-долгунца (льняные блошки), подсолнечника (луговой мотылек), винограда (листовертки), картофеля (колорадский жук, картофельная коровка), огурцов и томатов защищенного грунта (белокрылка, тли, трипсы). Также применяются для уничтожения нелетающих бытовых насекомых (постельных клопов, тараканов разных видов, муравьев и блох), и для обработки мест посадки мух.

## Токсичность и устойчивость в окружающей среде
Высокотоксичен для пчёл (ЛД50 контактно — 20 нг/особь) и других полезных насекомых, рыб и мелких водных ракообразных (дафнии, креветки). Среднетоксичен для млекопитающих (ЛД50 для крыс 250—300 мг/кг), малотоксичен для птиц (ЛД50 > 10000 мг/кг для утки-кряквы), умеренно опасен для дождевых червей. Циперметрин так же, как и перметрин может быть токсичен для кошек. Чувствительность к препарату связана с медленным выведением из организма, в отличие от организма собаки или человека.
Под действием солнечного света, кислорода воздуха и влаги циперметрин в течение месяца после применения без остатка разлагается на нейтральные вещества.
В суглинистой и супесчаной почве сохраняется 2-4 недели, в глинистой — до 10 недель.